# Chwoszcz
Chwoszcz – część wsi Sieroty w Polsce, położona w województwie śląskim, w powiecie gliwickim, w gminie Wielowieś, na wschód od drogi wojewódzkiej 901, na południowy wschód od Sierot i północny zachód od Kopienicy.
W latach 1975–1998 Chwoszcz administracyjnie należał do województwa katowickiego.